# المسيحية في الدولة الفاطمية

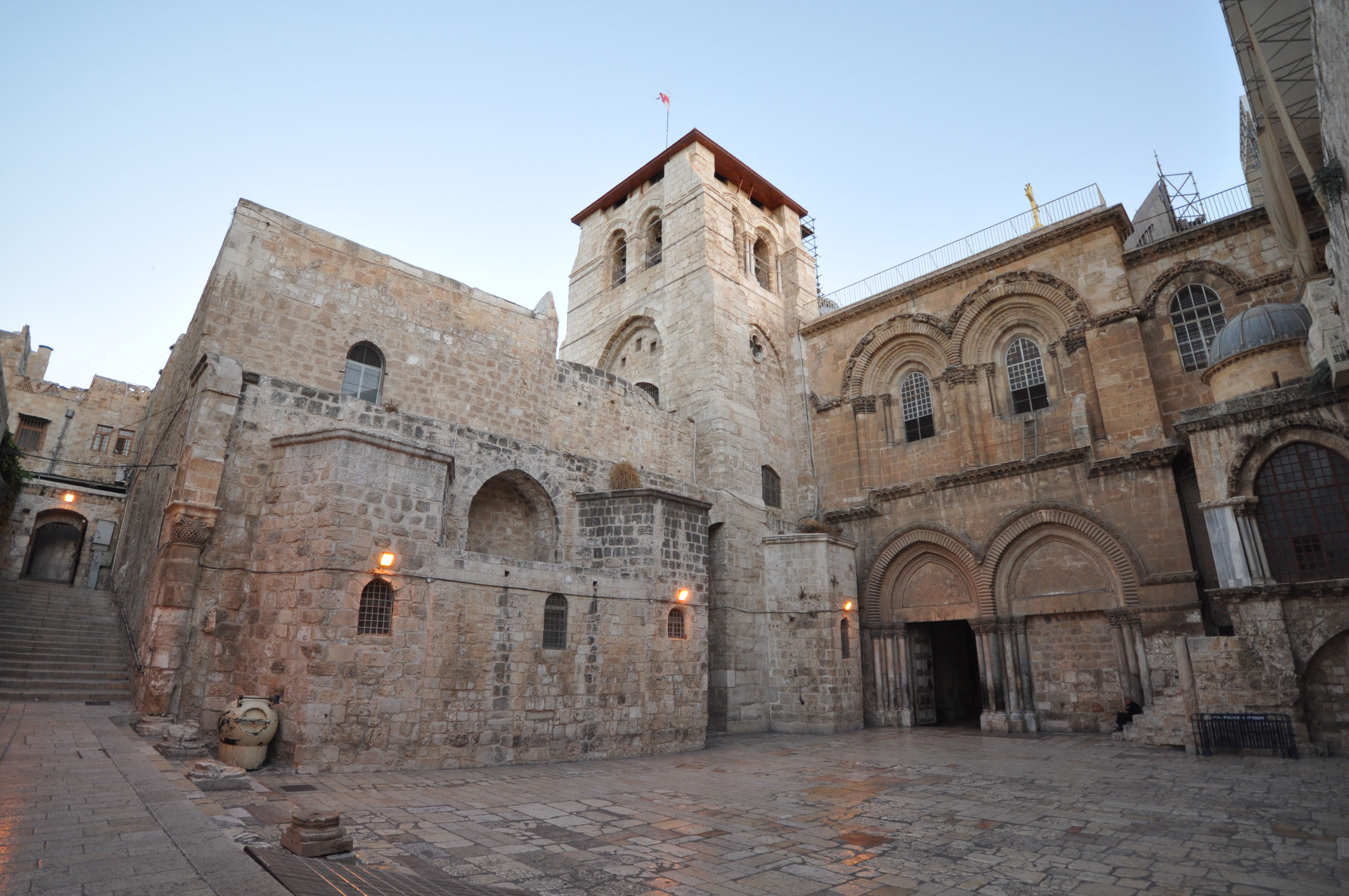
كنيسة القيامة في بيت المقدس. أُحرقت خِلال العهد الفاطميّ وأُعيد بنائها لاحقًا.

تبايُن أُسلوب التعاطي مع المسيحيين واليهود في الدولة الفاطمية من خليفةٍ إلى آخر، فبعضُ الخُلفاء كان مُتسامحًا لأبعد الحُدود مع أهل السُنَّة ومع النصارى واليهود، فأطلق لهم الحُريَّة الدينيَّة والمذهبيَّة، واستوزر منهم ورفع شأنهم، وبعضهم الآخر اضطهدهم اضطهادًا شديدًا. فعلى سبيل المِثال، اشتهر الخليفة المنصور ومن بعده المُعز لدين الله بتسامُحه الكبير مع أقباط مصر، وباستمالتهم إليه ومُولاتهم له بعد أن اتصل بقيادتهم الدينيَّة وأعلمهم بأنَّهُ سيمنحهم الحُريَّة الدينيَّة بعد أن نالهم الضيم جرَّاء المُمارسات القمعيَّة التي انتهجها الأخشيديين ضدَّهم أواخر عهد دولتهم.
ولمَّا فتح الفاطميّون مصر، سلك جوهر الصقليّ سُلوكًا دبلوماسيًّا هادئًا مع المصريين، فأعلن في خِطبة الجُمعة الأمان لأهل السُنَّة وللمسيحيين واليهود، واستقبل مُمثِّلُ الأقباط الذي كان يرفع صوته ويقول: «إنَّنَا نَنْتَظِرُ وُجُودَكُم فِي مِصْرَ بِلَهْفَةِ المُضْطَهِدِ حَتَّى نَنْعَمَ بِالحُرْيَّةِ حَتَّى فِي حَيَاتِنَا اليَوْمِيَّةِ وَأَمْوَالَنَا وَمُمَارَسَةِ دِيَانَتِنَا». وكان المُعز لدين الله، ابن العزيز، أكثر تسامحًا مع أهل الكتاب من غير المُسلمين، فقد جعل عيسى بن نسطورس وزيرًا له، وتزوَّج من امرأةٍ مسيحيَّةٍ ملكانيَّة، وهي أُمُّ ولده الحاكم وشقيقة اثنين من البطاركة: أحدهما بطريرك كنيسة الإسكندريَّة، والآخر بطريرك كنيسة بيت المقدس، وكان يحتفلُ مع النصارى ويُشاركهم أعيادهم. ومن شدَّة تسامح الخُلفاء الفاطميين الأوائل مع أهل الكِتاب، قيل بأنَّهم كانوا يُشجعون إقامة الكنائس والبيع والأديار، بل ربما تولوا إقامتها بأنفسهم أحيانًا. تغيَّر وضعُ اليهود والنصارى مع تولّي الحاكم بأمر الله شؤون الخِلافة، فقسا عليهم في المُعاملة، ويُحتمل أن يكون ذلك بسبب ضغط المُسلمين بعامَّةً الذين ساءهم أن يتقرَّب الخُلفاء من غير المُسلمين ويُعينوهم في المناصب العُليا، فأصدر الحاكم أمرًا ألزم أهل الذمَّة بلبس الغيار، وبوضع زنانير مُلوَّنة مُعظمها أسود، حول أوساطهم، ولبس العمائم السود على رؤوسهم، وتلفيعات سوداء، وذلك لتمييزهم على المُسلمين. وفي وقتٍ لاحق منعهم من الاحتفال بأعيادهم، وأمر بهدم بعض كنائس القاهرة، كما صدر سجل بهدم كنيسة القيامة في بيت المقدس.
وكان هدم كنيسة القيامة أقدس المواقع المسيحية على الأطلاق أحد الأسباب الرئيسية لنشوء الحملات الصليبية. أدّى هدم كنيسة القيامة إلى حالة من الغضب في العالم المسيحي. وكان السبب الرسمي المعلن للحملات الصليبية الصعوبات التي تعرض لها الحجاج المسيحيين في الوصول إلى الأماكن المسيحيّة المقدسة وهدم كنيسة القيامة. غير أنه كانت أيضًا دوافع الحملات الصليبية متعددة منها دوافع دينية، واقتصادية، وتوسعيّة، واجتماعية.

## تاريخ

### حقبة الحاكم بأمر الله
وفقاً لمجلَّة الراصد الإسلامية تسامح الخُلفاء الفاطميين الأوائل مع أهل الكِتاب، وقيل بأنَّهم كانوا يُشجعون إقامة الكنائس والبيع والأديار، بل ربما تولوا إقامتها بأنفسهم أحيانًا. تغيَّر وضعُ اليهود والنصارى مع بداية فترة حكم الحاكم بأمر الله، ويُحتمل أن يكون ذلك بسبب ضغط المُسلمين بعامَّةً الذين ساءهم أن يتقرَّب الخُلفاء من غير المُسلمين ويُعينوهم في المناصب العُليا وفقاً للمؤرخ عزيز عطية، ففي سنة 1004 منع الاحتفال بعيد الظهور الإلهي وعيد القيامة، ومنع النبيذ على المسلمين وغير المسلمين على حد سواء (إلا أنه كان يستخدم من قبل المسيحيين واليهود في أمور دينية)، وأصدر الحاكم أمرًا ألزم أهل الذمَّة بلبس الغيار، وبوضع زنانير مُلوَّنة مُعظمها أسود، حول أوساطهم، ولبس العمائم السود على رؤوسهم، وتلفيعات سوداء، وذلك لتمييزهم عن المُسلمين، واستمرت تلك الممارسة حتى سنة 1014. وفقا لنسيم دانا في عام 1009 أجبر المسيحيين واليهود على ارتداء ربطة على اعناقهم في الحمامات، معلق عليها صليب للمسيحيين وجرس لليهود، وتم تدنيس المدافن المسيحية، وإيقاع العقاب على عدد من الموظفين المسيحيين مما دفع العديد منهم إلى دخول الإسلام خوفاً. ويذكر دانا أن هذه السياسة نالت بشكل عام رضى المسلمين، الذين كرهوا المسيحيين بسبب أعمال المحاباة من قبل الموظفين المسيحيين. ووفقا لدانا، في عام 1022 فرض على المسيحيين وضع صلبان خشبية حول رقابهم، ومنعهم من امتطاء الجياد، واستبدال الموظفين المسيحيين بمسلمين، ويقول أن هذه الإجراءات «دفعت الكثير من المسيحيين لاعتناق الإسلام بسبب عامل الخوف». وتشير مصادر مختلفة أن اضطهاد الأقباط قد انتقل إلى أقصى حد في عهد الحاكم بأمر الله مع هدم الكنائس والتسارع في التحويل القسري إلى الإسلام. أمر الحاكم بأمر الله بهدم بعض كنائس القاهرة، كما صدر سجل بهدم كنيسة القيامة في بيت المقدس، حيث يقال أن الحاكم بأمر الله غضب مما اعتبره خدعة يمارسها الكهنة، وهي تلك المتعلقة بنزول «النار المقدسة». في حين وفقاً للمؤرخ وليم الصوري فقد قام الحاكم بأمر الله بهدم كنيسة القيامة في عام 1009 بسبب حرصه على دحض الإدعاءات بأنه مولود من امرأة مسيحية. وكان هدم كنيسة القيامة أقدس المواقع المسيحية على الإطلاق أحد الأسباب الرئيسية لنشوء الحملات الصليبية، على الرغم من أنها قد تم إعادة بنائها عن طريق الإمبراطور البيزنطي سنة 1042 بموافقة خليفة الحاكم بأمر الله. وفقاً لتوماس ووكر أرنولد تغير الحال بالنسبة للأقليات الدينية بشكل عام (باستثناء السنّة) في أواخر حكم الحاكم بأمر الله، حيث أصبح أكثر تسامحاً دينياً، وسمح لمن تم إجباره من المسيحيين أو اليهود على اعتناق الإسلام بالعودة لدينه السابق، وإعادة بناء ما تم هدمه من كنائس. إلا أنه بسبب حملات الاضطهاد التي شملت المسيحيين وطوائف دينية أخرى، أطلق عدد من المؤرخين على أبو عليّ المنصور الحاكم بأمر الله لقب «نيرون الإسلام»، لكن تظل الآراء حوله جدلية وغير متفق عليها بحسب جمال نكروما وسارة الكامل، حيث رآه من ثاروا ضده وأعداؤه كطاغية يقتل من حوله لأتفه الأسباب، ورآه مؤيدوه كحاكم مثالي وفقاً لبول والكر.